# Schefflera maguireorum
Schefflera maguireorum är en araliaväxtart som beskrevs av David Gamman Frodin. Schefflera maguireorum ingår i släktet Schefflera och familjen araliaväxter. Inga underarter finns listade.